# Mensonge de mère
Pour plus de détails, voir Fiche technique et Distribution.
Mensonge de mère ou Pieux mensonge (Die fromme Lüge) est un film allemand réalisé par Nunzio Malasomma, sorti en 1938.

## Fiche technique
- Titre original : Die fromme Lüge
- Titre français : Mensonge de mère ou Pieux mensonge
- Réalisation : Nunzio Malasomma
- Scénario : Philipp Lothar Mayring et Harald G. Petersson d'après la pièce de Hadrian Maria Netto (en)
- Photographie : Karl Hasselmann
- Montage : Gertrud Hinz (en)
- Musique : Franz Grothe
- Pays de production : Allemagne
- Format : Noir et blanc - 1,33:1
- Genre : drame
- Durée : 80 minutes
- Date de sortie : 1938

## Distribution
- Pola Negri : Carmen Casini
- Hermann Braun : Cecil Lasko
- Herbert Hübner : Bartell
- Harald Paulsen (en) : Smith
- Josefine Dora : Theres
- Suse Graf : Colette
- Hansi Arnstaedt (en) : Mme Latour
- Hans Leibelt : Sam Milbrey
- Jupp Hussels : journaliste à l'hippodrome
- Walter Gross : journaliste radio
- Ernst Legal : directeur de la banque
- Leo Peukert : directeur de l'opéra
- Karl Platen : ouvreur de la salle de concert
- Klaus Pohl : journaliste photo
- Oscar Sabo : policier
- Heinrich Schroth : médecin-chef